# 8130 Seeberg
8130 Seeberg eller 1976 DJ1 är en asteroid i huvudbältet som upptäcktes den 27 februari 1976 av den tyske astronomen Freimut Börngen vid Tautenburg-observatoriet. Den är uppkallad efter Seeberg-observatoriet.
Asteroiden har en diameter på ungefär 24 kilometer och den tillhör asteroidgruppen Hilda.